# 구리카라촌
구리카라촌(倶利伽羅村)은 이시카와현 가호쿠군에 설치되었던 촌이다.